# عین‌الدین
عین‌الدین یکی از روستاهای استان آذربایجان شرقی است که در دهستان اوجان شرقی بخش تیکمه‌داش شهرستان بستان‌آباد واقع شده‌است.

## موقعیت جغرافیایی
این روستا در ۶۶ کیلومتری تبریز قرار دارد. حدود ۱،۲۰۰ هکتار وسعت دارد.

## جمعیت
طبق آمار رسمی سال ۱۳۹۵ جمعیت آن ۲۴۲۳ نفر می‌باشد و تعداد خانوار روستایی در آن ۷۰۶ می‌باشد. طبیعتی بکر و دیدنی دارد.

## کوه
کوه‌های اطراف آن و چشمه سارانش آن را دیدنی تر از همسایگان اطرافش کرده‌است.

## جغرافیای طبیعی
در دره و کوهپایه قرار گرفته‌است و ارتفاع آن از سطح دریاهای آزاد ۱۶۸۰ می‌باشد. آب و هوای سرد کوهستانی دارد. روخانه‌های ان اوجان چایی و آل آخی می‌باشند.. همسایگان آن قره اوونا، شیرواده، تیکمه داش، قره بابا، زگلوجه، یئیجه(یئنگیجه)، چرزه خون، قوزولو، علی‌آباد و بئچ آباد می‌باشد.

## مشاهیر روستا
اهالی روستا می‌گویند که شاعر معروف آذربایجانی خسته قاسم از تبار این روستا و از طایفهٔ خانلی می‌باشند. علماء برجسته این روستا عبارتند از مرحوم دکتر محمود عین الدینی استاد ادبیات دانشگاه تهران ، حجت الاسلام و المسلمین علی اکبر فیض از قضات دیوان عالی کشور، دکتر حسین کوهستانی عین الدین استاد و عضو هئیت علمی دانشگاه تبریز، از شاعران معاصر می‌توان به : برجعلی رزمی عین الدین متخلص به مشفق وحاج صمد عدالتی، حاج علی اشرفی راد، مرحوم محمد هاتفی، ،حسن امینی عین الدین، محمد رضایی متخلص به تنها،یوسف اشرف عین الدین، نصیر شهری متخلص به عشقی و علی رضایی متخلص به رهگذر،احمد واحدي متخلص به آيدين روشن را نام برد.

## زبان
زبان رایج در این روستا، ترکی آذربایجانی می‌باشد و به نوبه ی خود دارای لهجه ی نسبتا متفاوتی نسبت به ترکی اصیل آذربایجانی است.

## دین
همه مردم روستا مسلمان و شیعه دوازده امامی هستند، نام عین الدین که به معنای "چشم دین" می باشد نمادی از باورهای عمیق مردم این روستا به دین اسلام می باشد. مسجد عظیم،زیبا و با شکوه این روستا که یکی از بزرگترین مساجد استان است، جدیدا بازسازی شده است نیز سمبلی از وحدت و همدلی در میان مردم آن خطّه می باشد.

## فرهنگ
ادبیات کتبی آن چندان دیرپا نیست ولی ادبیات شفاهی آن قدمتی دیرینه دارد و از جمله اساطیر آن می‌توان به کوراوغلو، اؤشودؤم آی اؤشؤدؤم، اصلی و کرم، سارای، گؤیچک فاطما، خیدیر، ایممی و … اشاره کرد.

## آداب و رسوم
پیشواز و برگزاری مراسم نوروز، خنچهٔ عروس، عروسی‌ها و مراسم عزا، آخیر چرشنبه، ماه محرم و رمضان و مراسمهای دیگر آذربایجانی مشابه مناطق دیگر با تفاوت اندکی در این روستا اجرا می‌گردد. شب چره‌ها و خواستگاری‌ها نیز با اندکی تغییر چون سابق جریان دارند.

## آموزش
مدارس این روستا در مقاطع تحصیلی ابتدایی، راهنمایی و دبیرستان هم دخترانه و هم پسرانه وجود دارد.در این روستای سرشار از مردمان فرهیخته تنها در رشته ی ادبیات و علوم انسانی می توان ادامه تحصیل داد و دوره ی متوسطه ی دوم را به عنوان دانش آموز رشته ی انسانی آغاز کرد و برخی رشته‌ها در دبیرستان موجود نیست و دانش آموزان مجبورند در جاهای دیگر ادامهٔ تحصیل بدهند. یکی از برجسته ترین امتیازات این روستا نسبت به روستاهای مشابه و همسایه در منطقه آذربایجان، تعداد فارغ التحصیلان دانشگاهی این روستای می باشد، تاجایی1 که  بیش از 200فارغ التحصیل در مقطع کارشناسی ارشد و دکتری در رشته های حقوق، مهندسی کشاورزی، علوم تربیتی، پزشکی و ... امروزه  مشاغل مختلف مانند تدریس در مدارس و دانشگاه ها را به خود اختصاص داده اند.

## مکان‌های تاریخی
در نزدیکی کوه اوچوخ داغ منطقه‌ای به نام کؤللر وجود دارد که بقایای یک سکونتگاه باستانی است. گودال‌های تنورمانند و قبرستان و تکه‌های شکستهٔ سفال در این مکان یافت می‌شود. بین اهالی روستا شایع است که اشیای قیمتی و قدیمی بسیاری از آن جا یافته‌اند.

## مکان‌های دیدنی
از جاهای دیدنی آن آل دره سی، آل دره سی شرشراسی (آبشار درهٔ آل)، پری جهان اؤلن داغی، کند چایی، گورستان قدیمی نزدیک کوه اوچوک داغ و بسیاری دیگر می‌باشد. از جمله جاهای دیدنی غیر از موارد ذکر شده می‌توان به موارد ذیل اشاره کرد:
- آبشار اوچ‌تیره‌لر
- آبشار ائیوزگوزه‌سی
- آبشار قره‌علم‌خالی
- مهرالی‌داغ
- قوش‌اوتاران
- آق‌داغ
- کول‌لر
- جهنم‌دره‌سی
- داشلی‌بولاغ
- باش‌بولاغ
- مججی‌بولاغ
- غارهای شرشر
- تپه لر

## صنعت
معدن پوکه دارد که در حال استخراج می‌باشد. خاک چینی دارد که متأسفانه استخراج نشده‌است. مصالح ساختمانی تولید می‌کند.

## مشاغل
اکثر مردم روستا کشاورزی می‌کنند و عمده محصولات کشاورزی گندم، جو، سیب زمینی و هویج است و محصولات دیگری از جمله سیب لوبیا و… برداشت می‌شود. عده زیادی راننده کامیون و کشنده هستند. قالیبافی هم در بین مشاغل روستا است که بیشتر در فصل زمستان رواج دارد که البته چند سالی است از رونق افتاده. آرماتور بندی هم از شغل‌های اصلی این روستا به حساب می‌آید ولی به دلیل کم شدن ساخت و ساز در شهرستان بسیاری از آرماطوربندان به شهرهای بزرگ ازجمله کرج رفته و عده‌ای دیگر بیکارند.
مشاغل دیگری هم مانند تدریس در دانشگاه ها و مدارس، مهندسی، پزشکی و...نیز در این روستا رونق بهتری نسبت به روستاهای اطراف و منطقه دارند و این روستا از جمله باسوادترین روستاهای آذربایجان شرقی محسوب میشود.

## طبیعت
محصولات کشاورزی عمدهٔ این روستا سیب‌زمینی، هویج، خیار می‌باشد؛ که اخیراً میوه‌هایی نظیر سیب نیز به بار می‌آورند. پرورش ماهی نیز یکی دیگر از منابع درآمد این روستاست و یکی از بزرگترین پرورش ماهی های شهرستان (پرورش ماهی کوهستانی) به مدیریت اهالی این روستا میباشد. بلندترین کوه این روستا قاسم‌داغی می‌باشد. بعد از آن کوه گونئی‌قوزئی در ردیف دوم قرار دارد.

## مناطق
اؤلتّی قبیری، مکان چایی، قره تپه، هی هی قوم، گؤل تپه، قاخیتتی، جنگی چیمن، قمیشلی، بؤیؤک یئر، آغ یئر، داشلیقلار، قاشقازمی، قیبلا بولاغی ، سفر یئری و…

## محله‌ها
اوتای، بوتای، زگلی کوچه سی، خرمن لر، آلتمیش آلتی یولو، میرزاماحمودکوچه سی، دالی کوچه، کندایچی، چراغ کؤرپیسی، خرمن دالی، یوخاری باش، آشاغا باش بهداری طرفی و …

## مشکلات روستا
این روستا با وجود قابلیت‌های بالقوه فاقد کارخانجات صنعتی مهم می‌باشد و کشاورزی مدرن و صنعتی ندارد. سدهای ذخیرهٔ آب ندارد. حتی در مقایسه با مرکز شهرستان دارای زمین‌های مسطح، چاه‌های آب عمیق و نیمه عمیق است که بهترین و مناسب‌ترین موقعیت را برای ایجاد باغ‌های میوه و ساخت اماکن تفریحی در کنار جاده تهران –تبریز ایجاد کرده‌است.

## نگارخانه

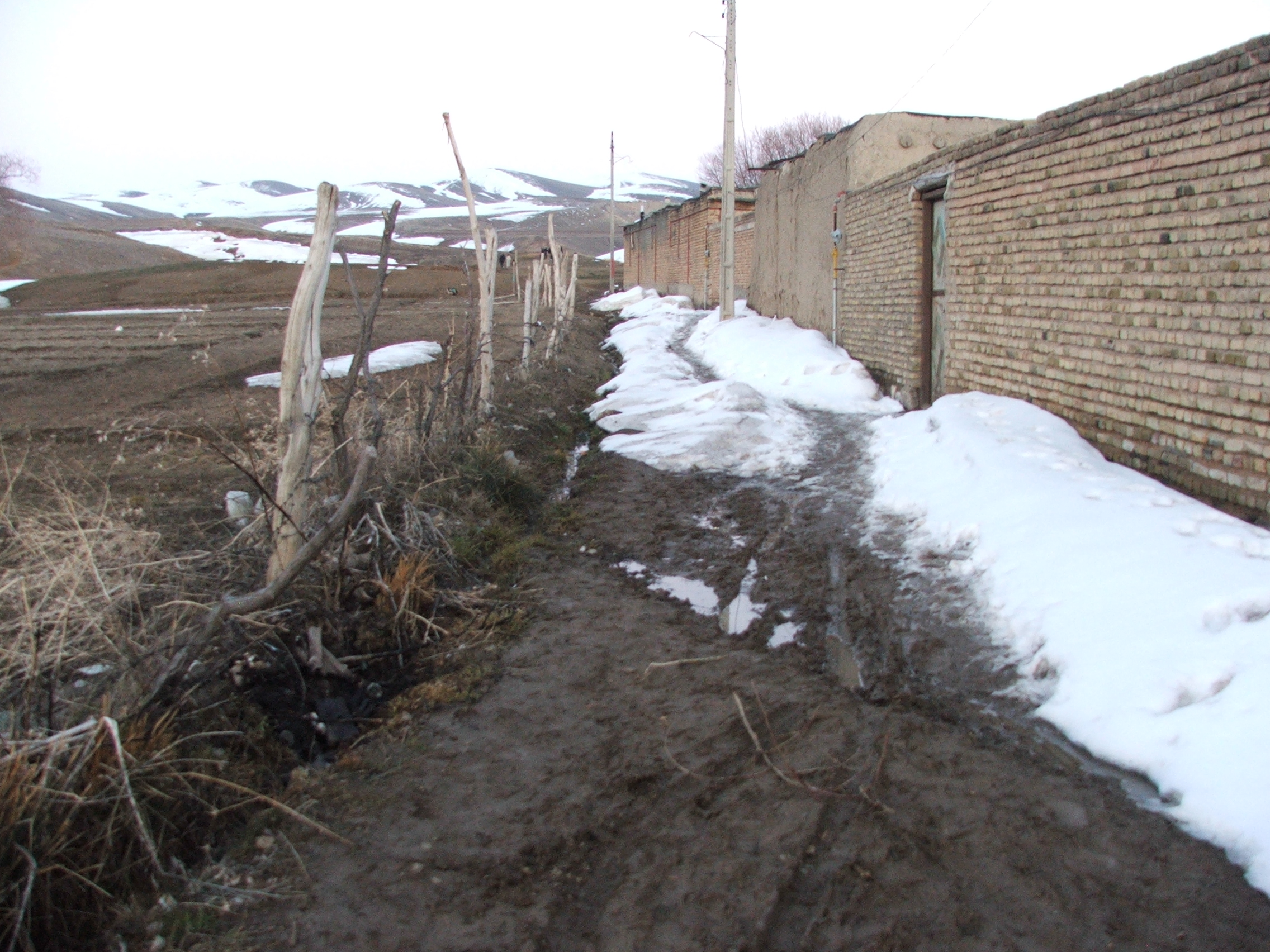
یکی از کوچه‌های عین الدین
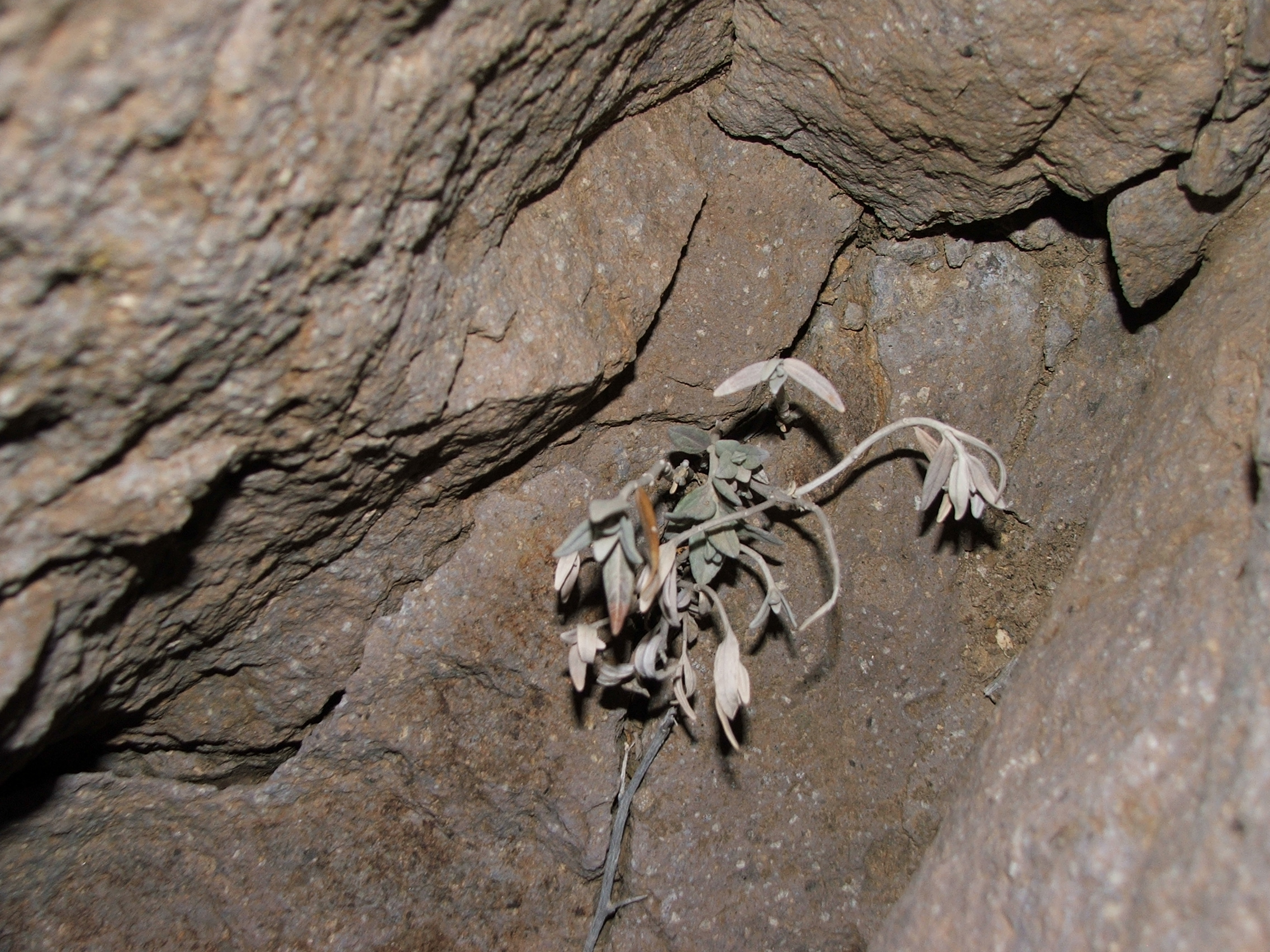
گیاهان میان سنگ ها
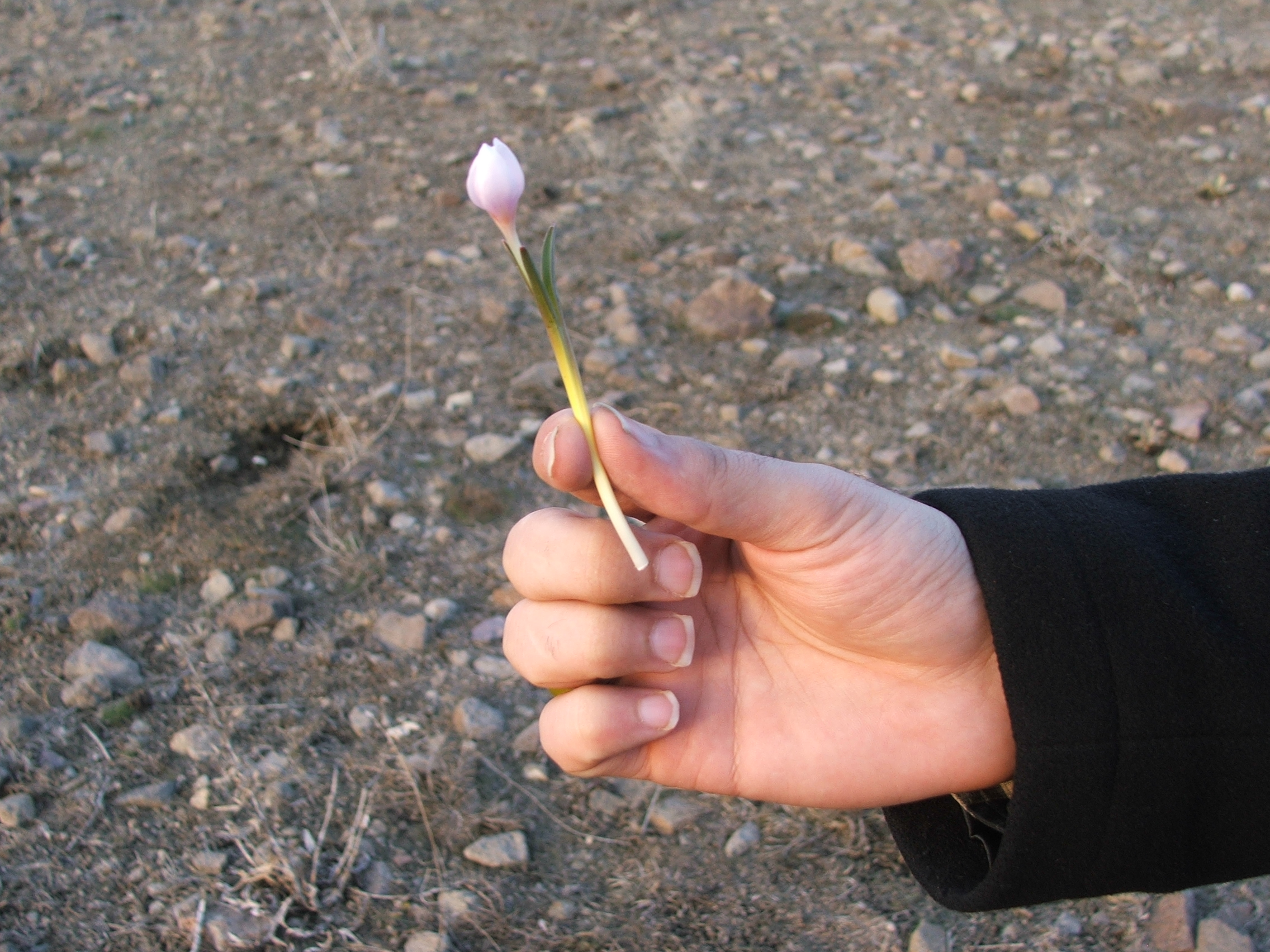
قار چیچگی یا قار گولو
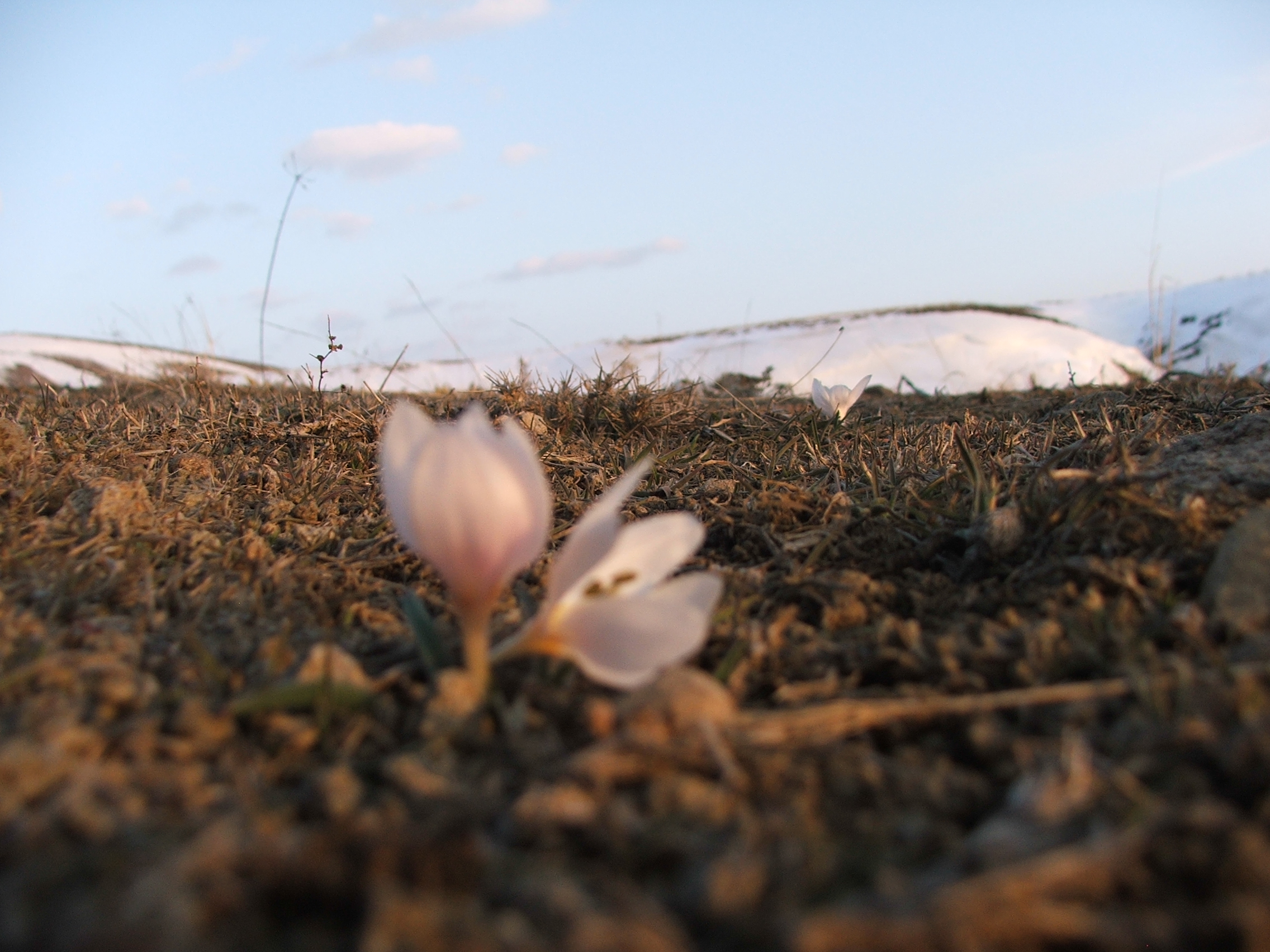
قار چیچگی که در ماه اسفند قبل از آمدن بهار می‌روید
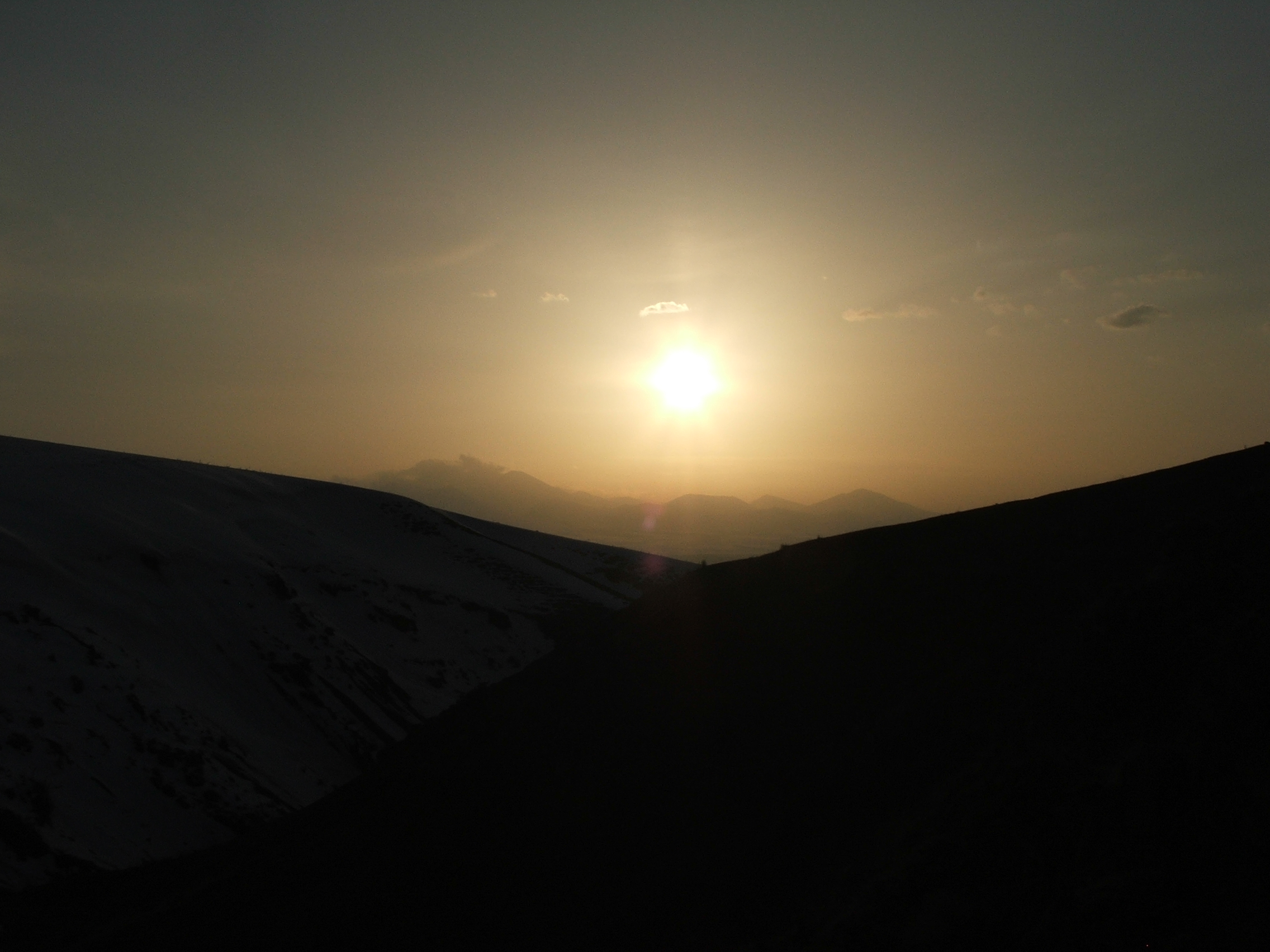
غروب آفتاب در عین الدین
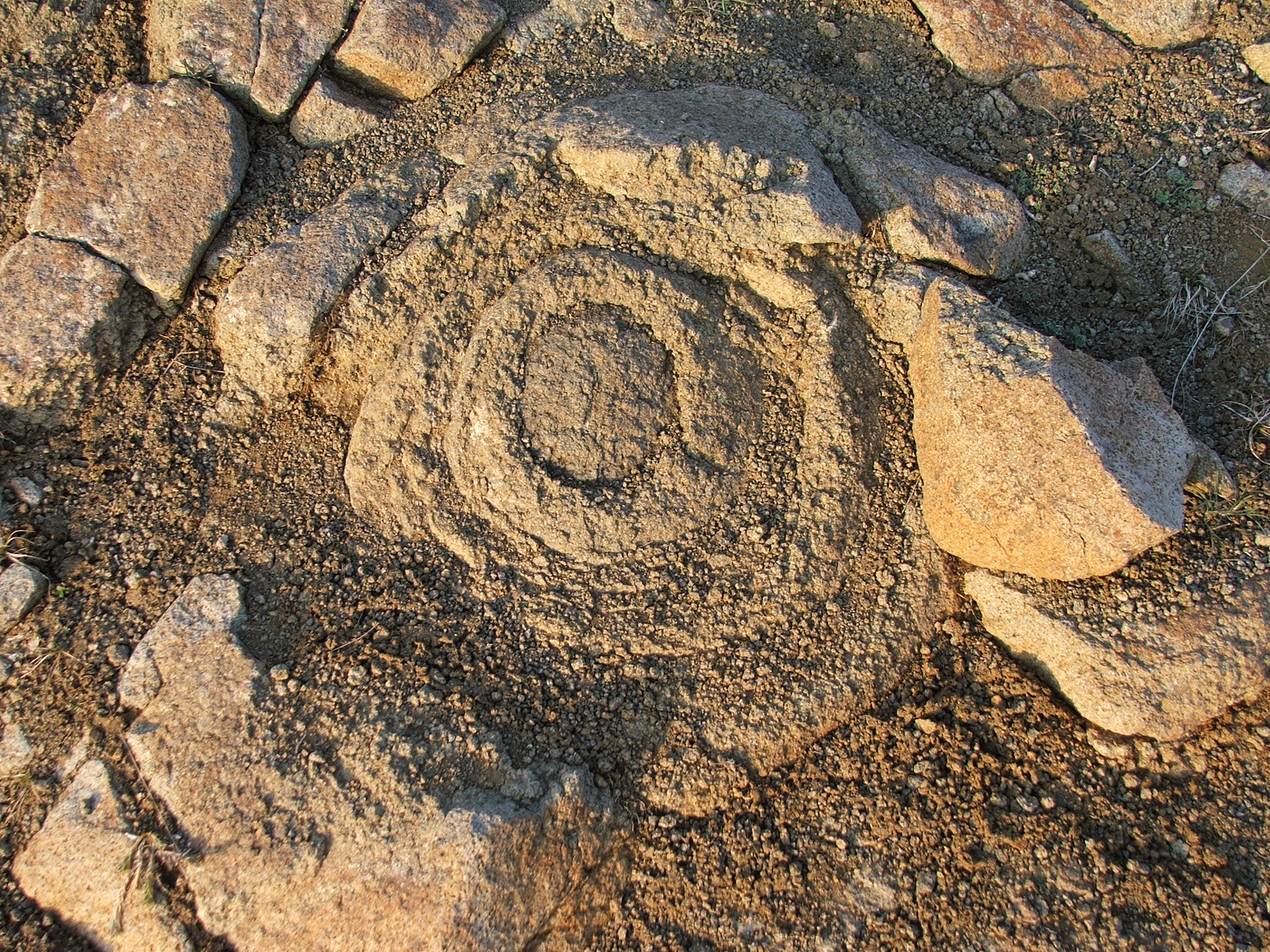
سنگواره‌ای در کوه‌های عین الدین
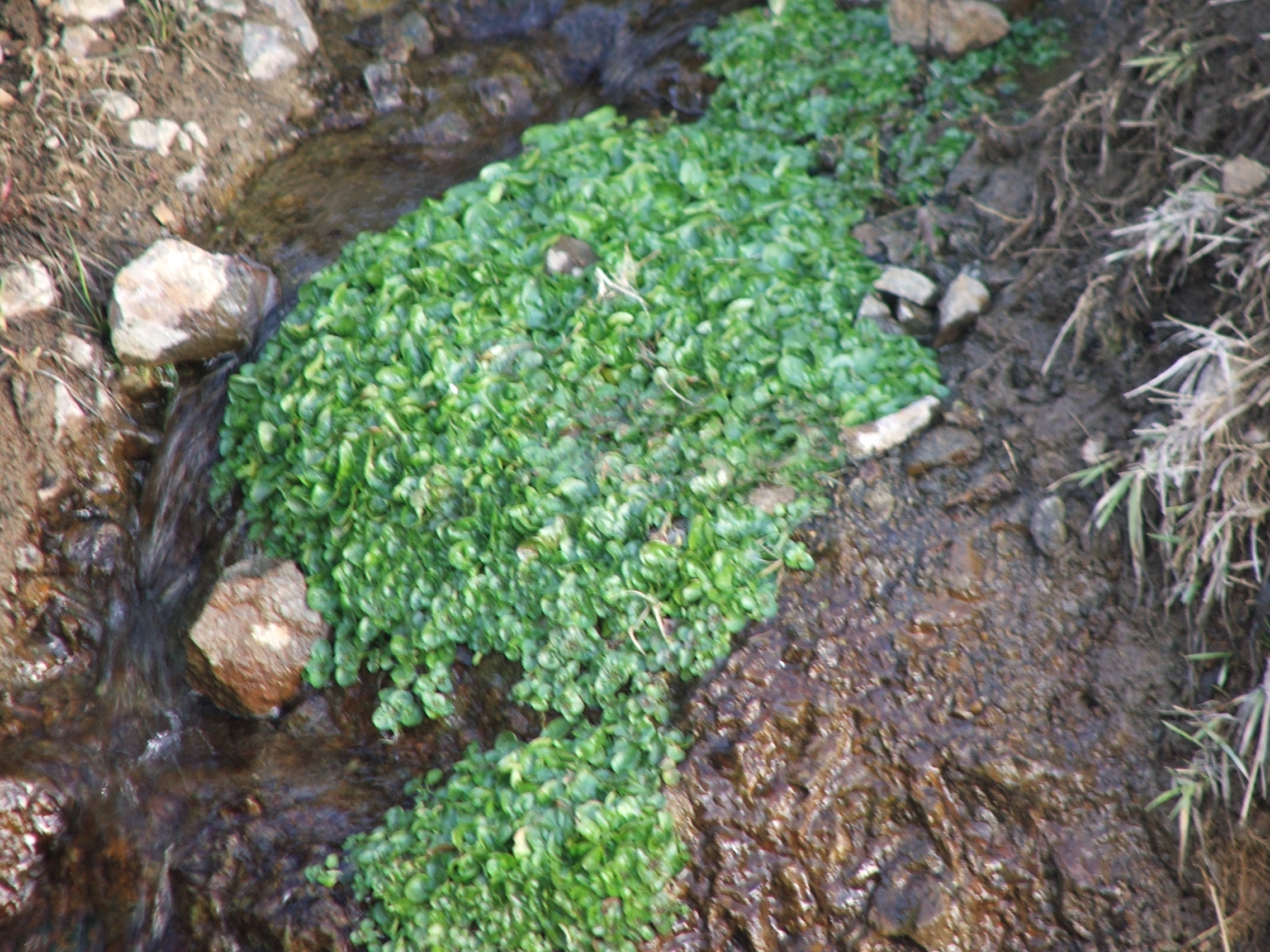
بولاغ اوتی در اطراف یکی از چشمه‌های عین الدین
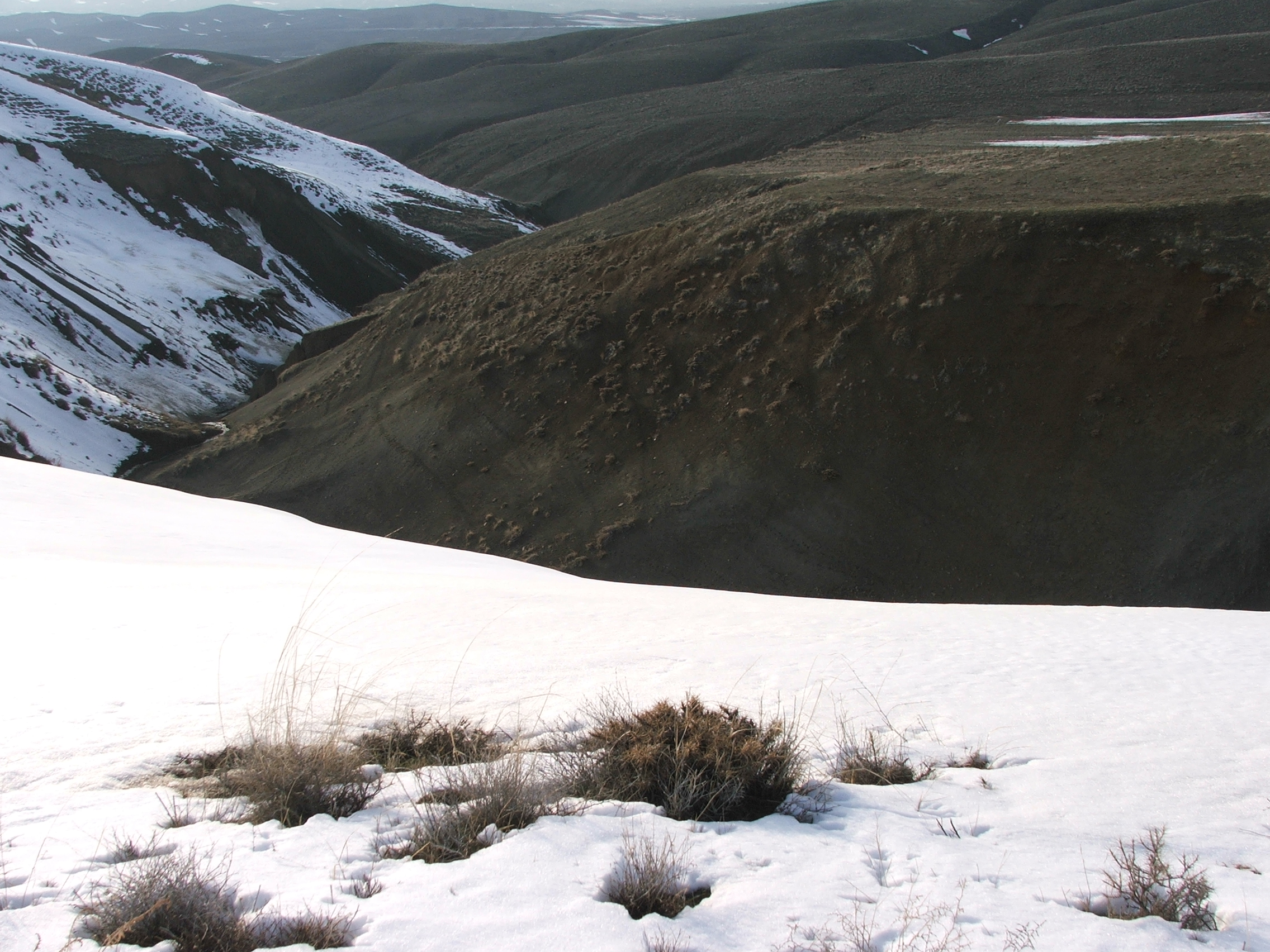
دره‌ای در عین الدین
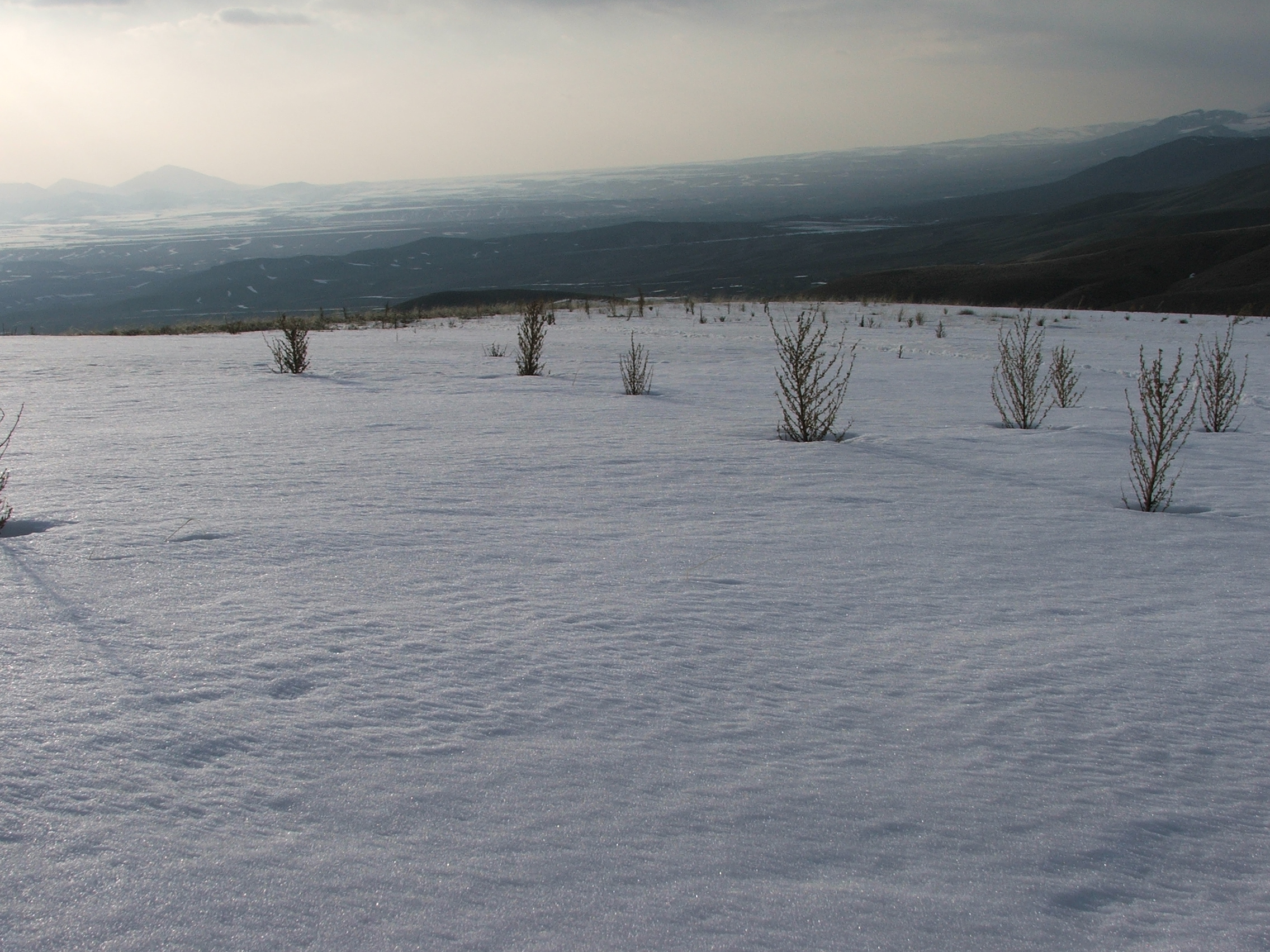
زمستان عین الدین
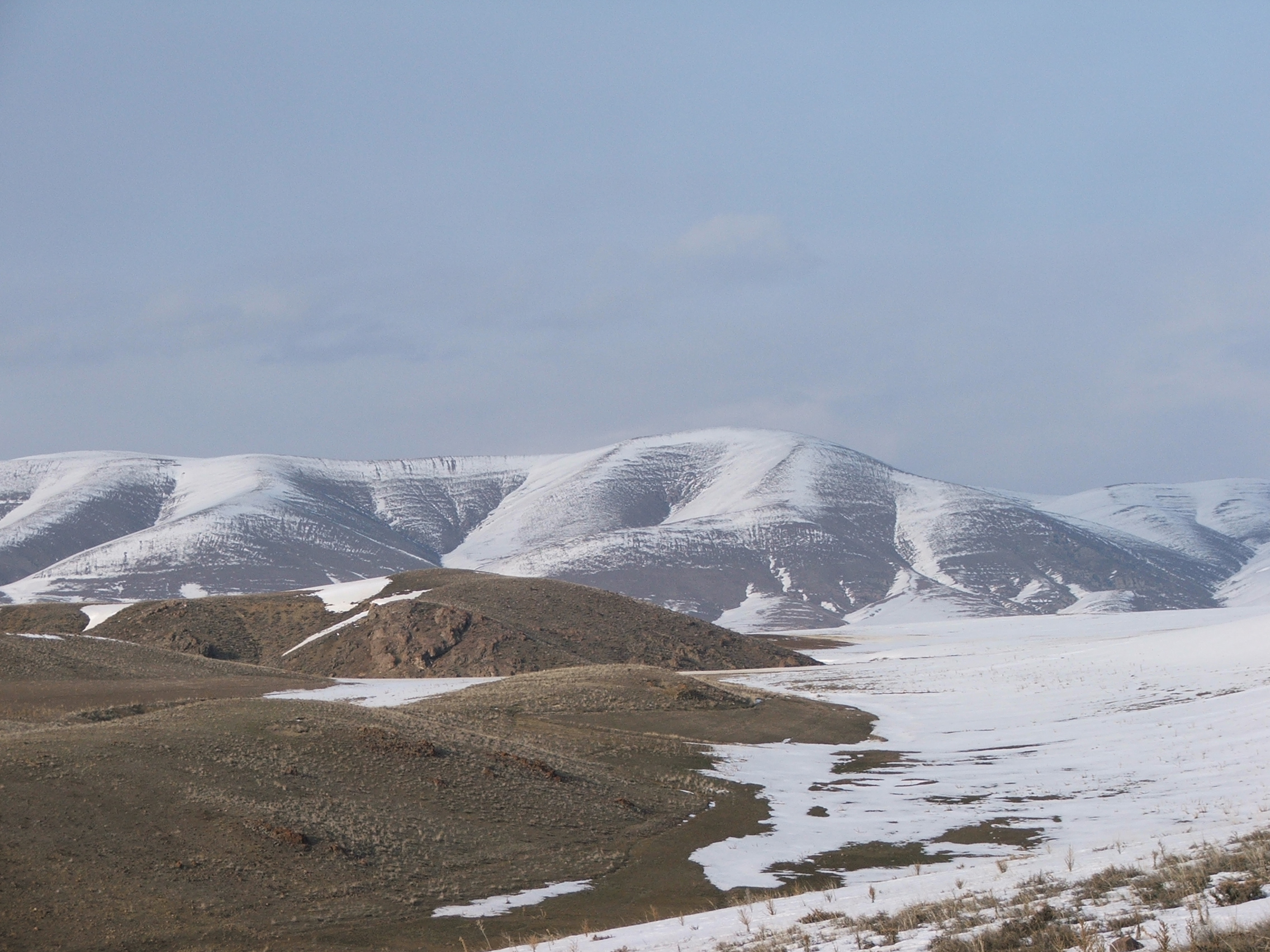
کوه‌های عین الدین
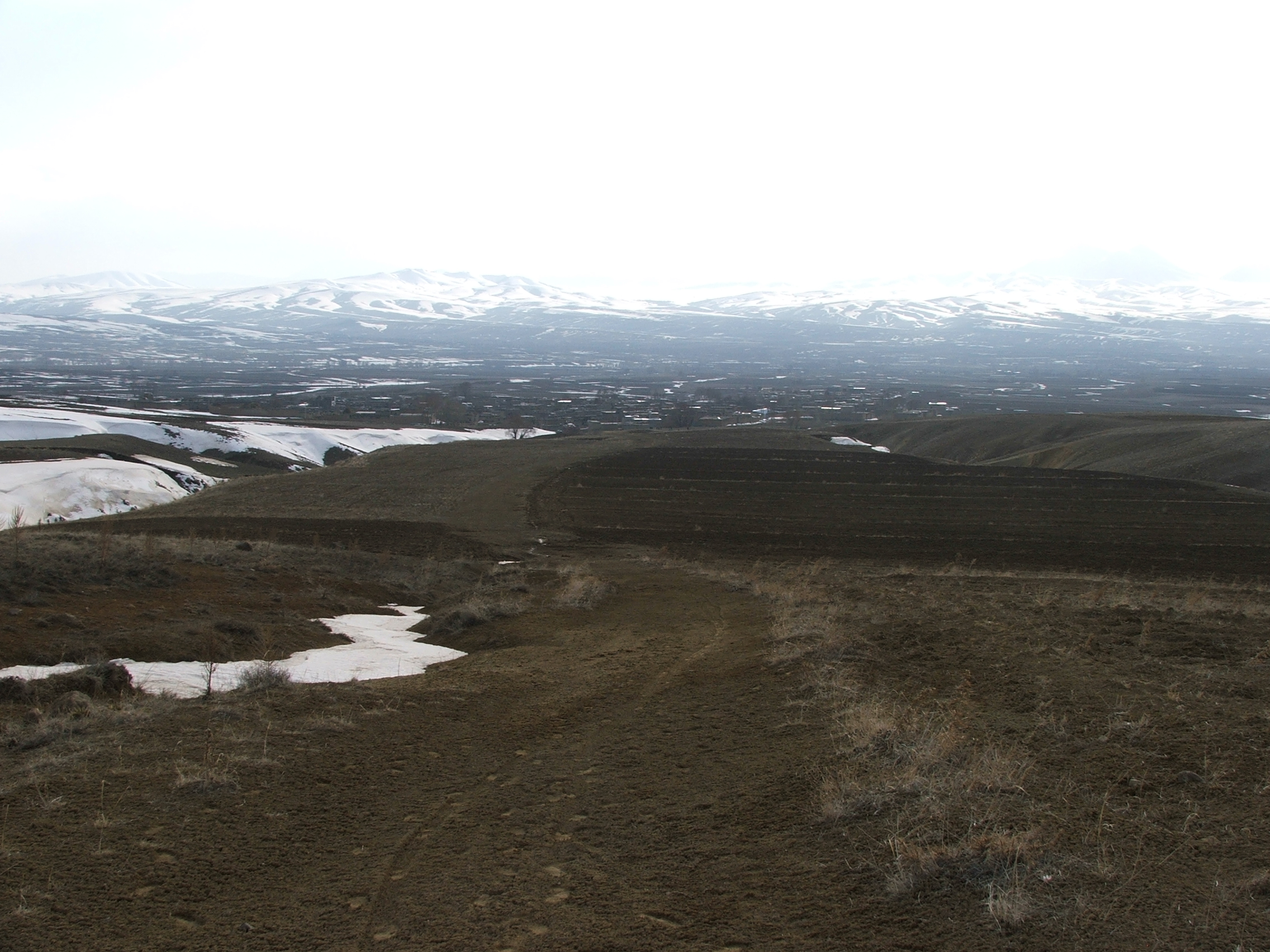
بر فراز عین الدین
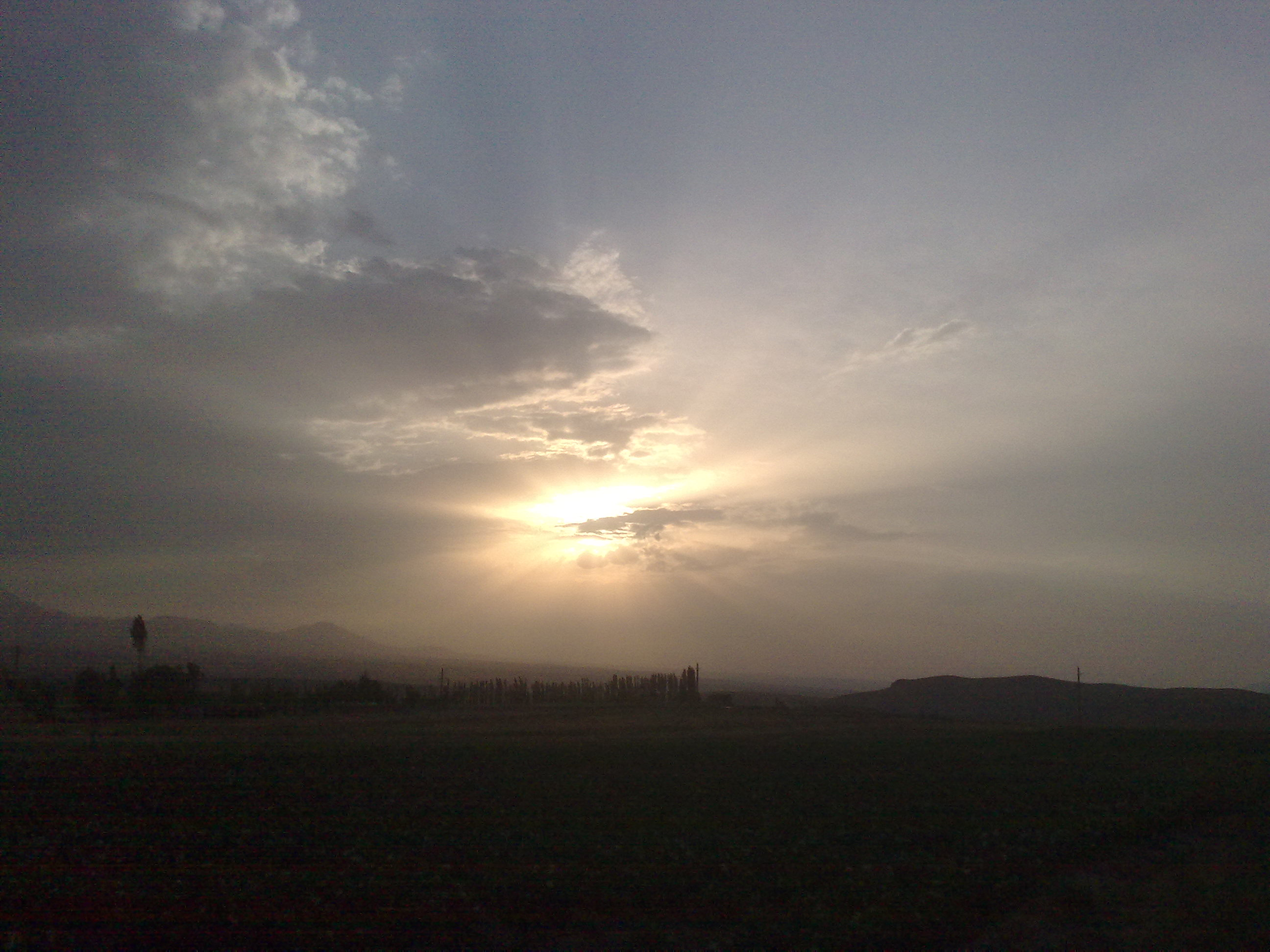
لحظات قبل از غروب
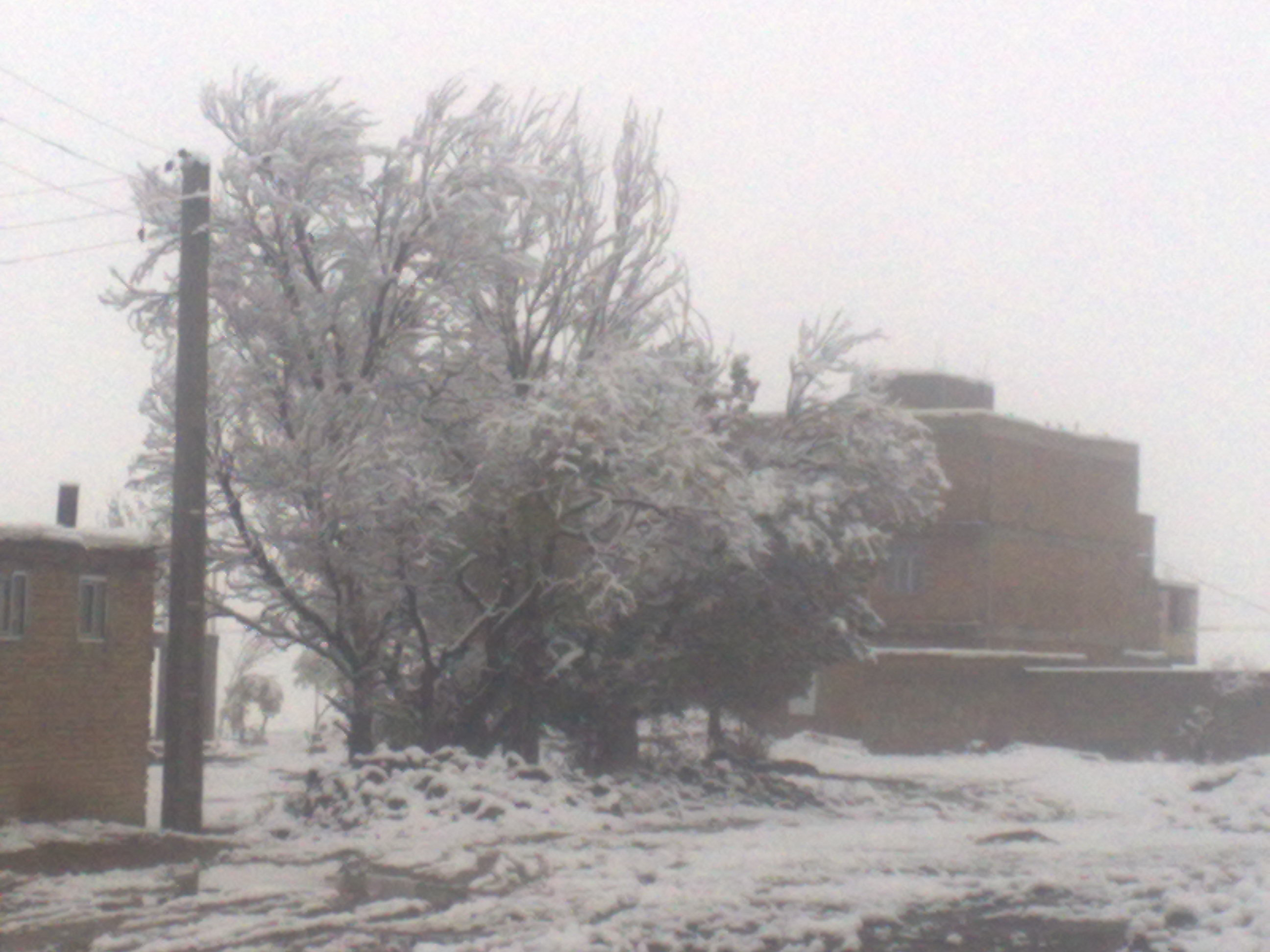
زمستان روستا
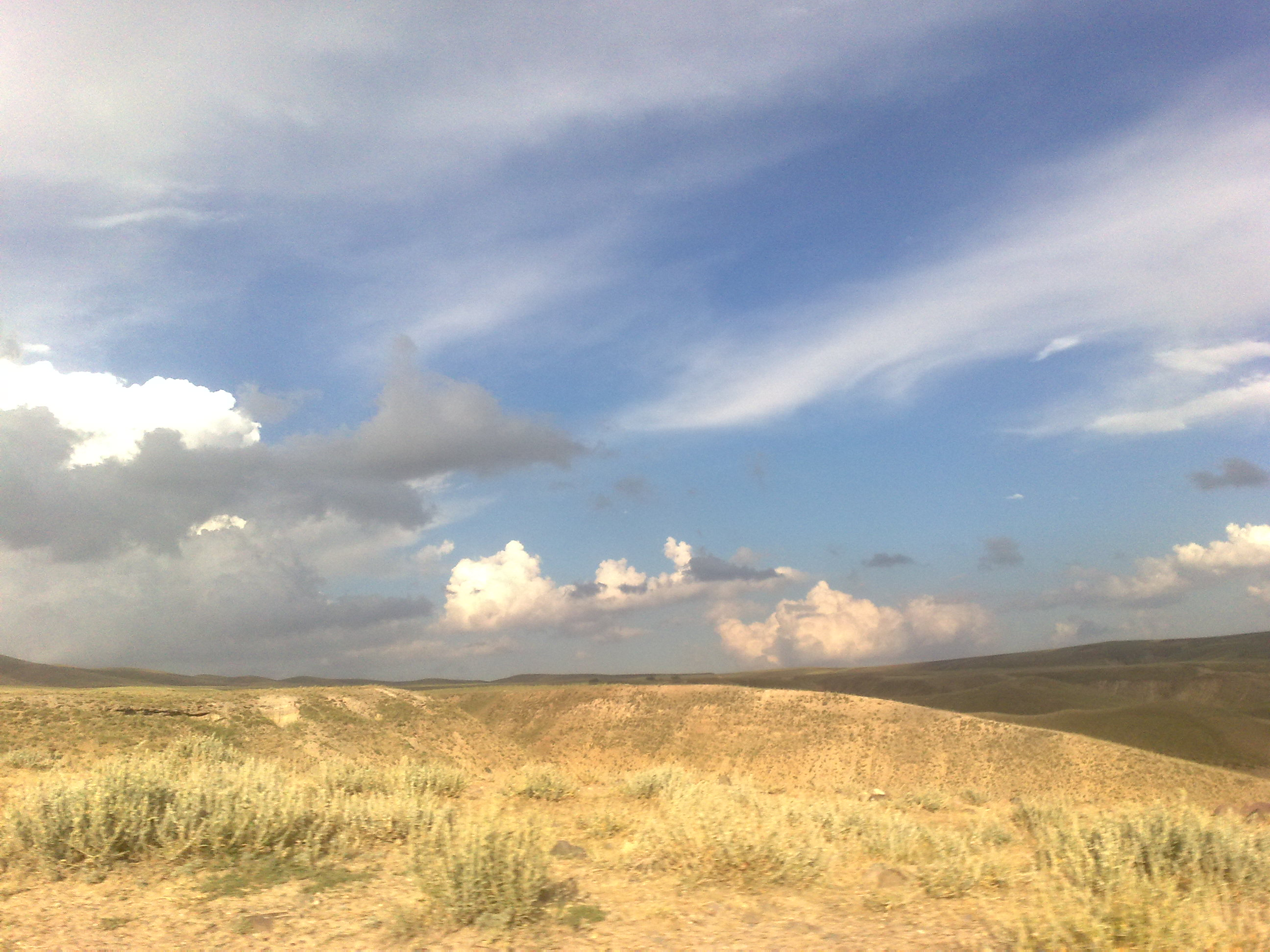
اسمان زیبا
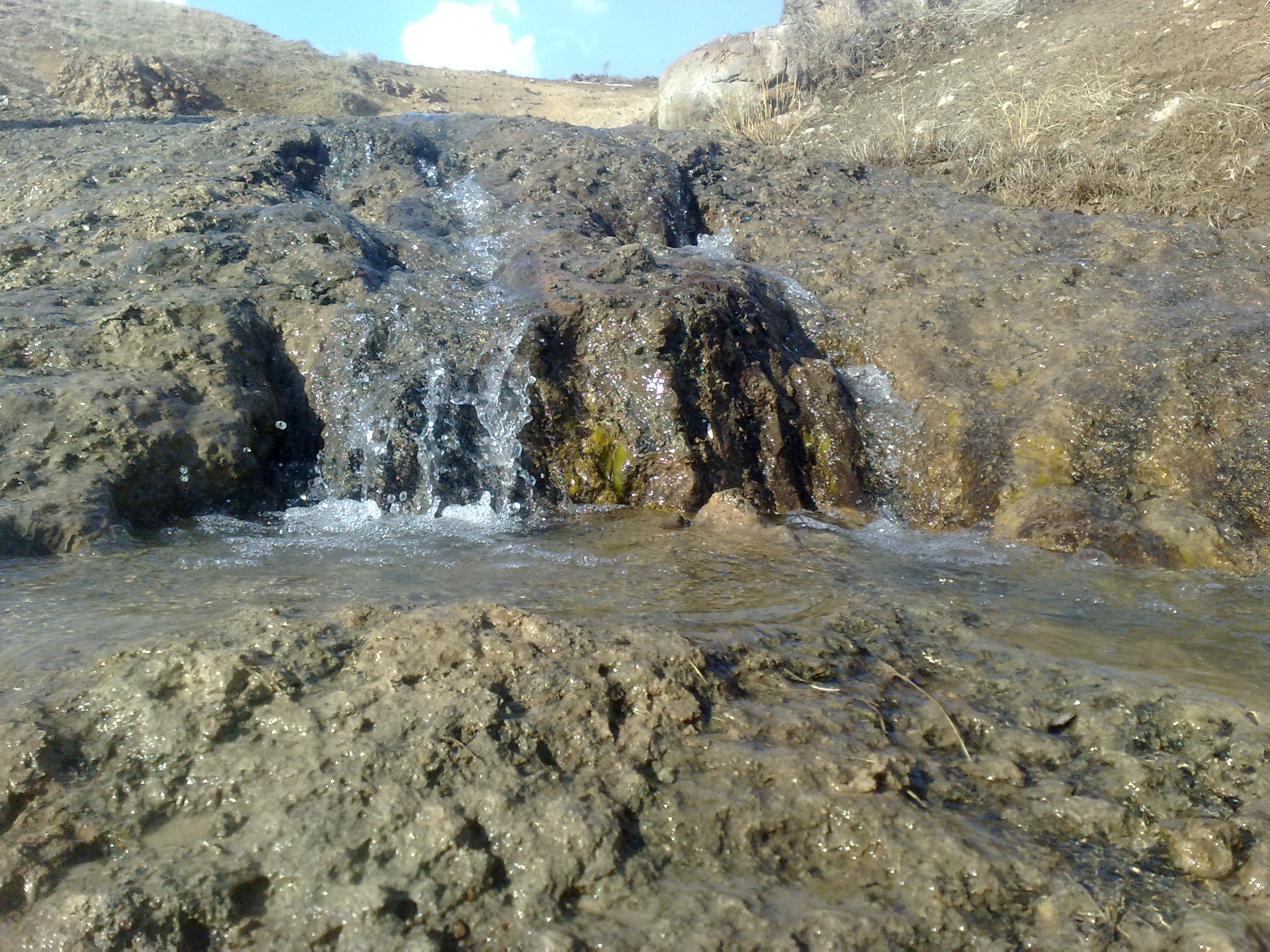
ابشاری در نزدیکی اوچوخ داغ
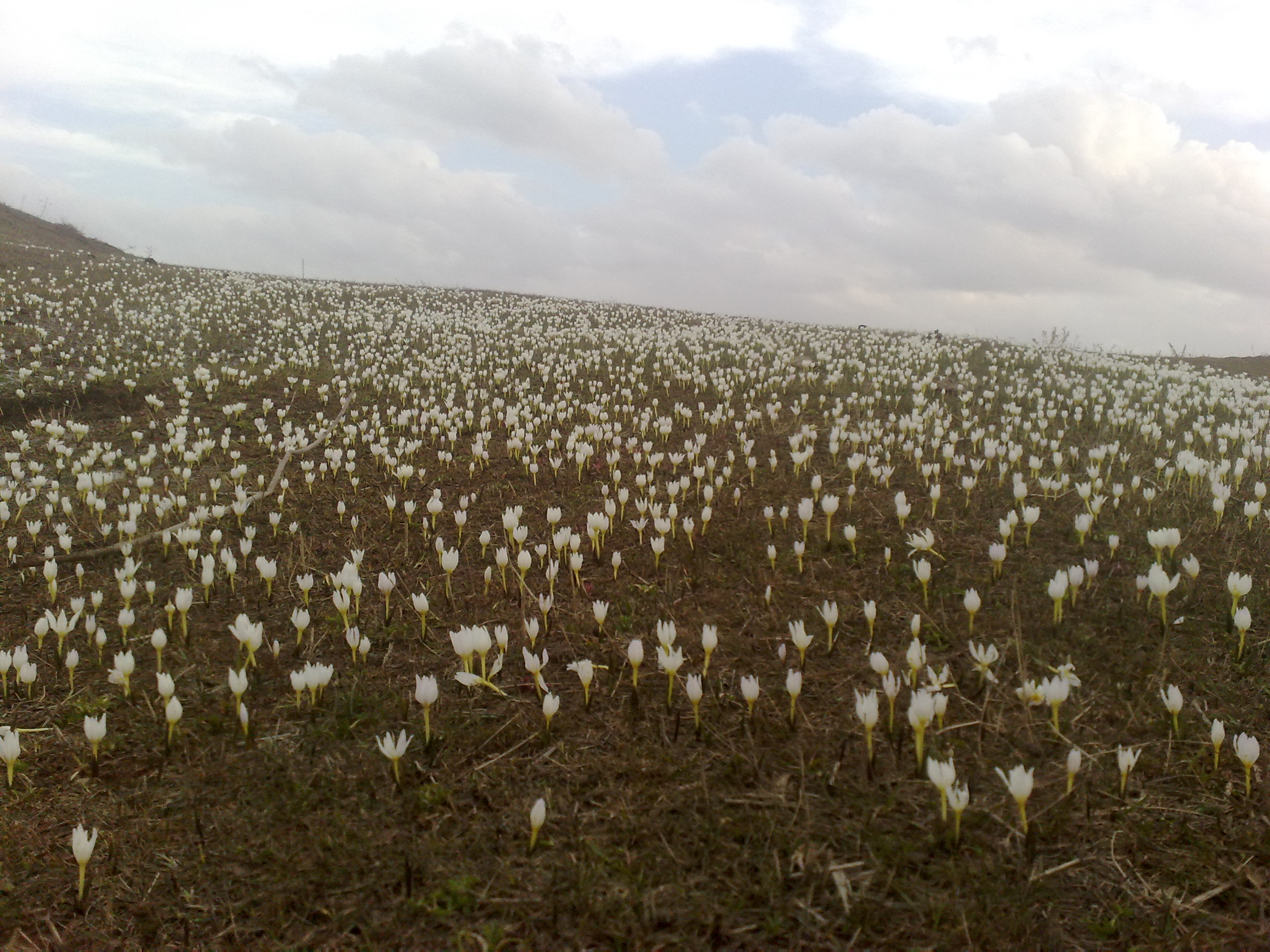
نوروز گلی
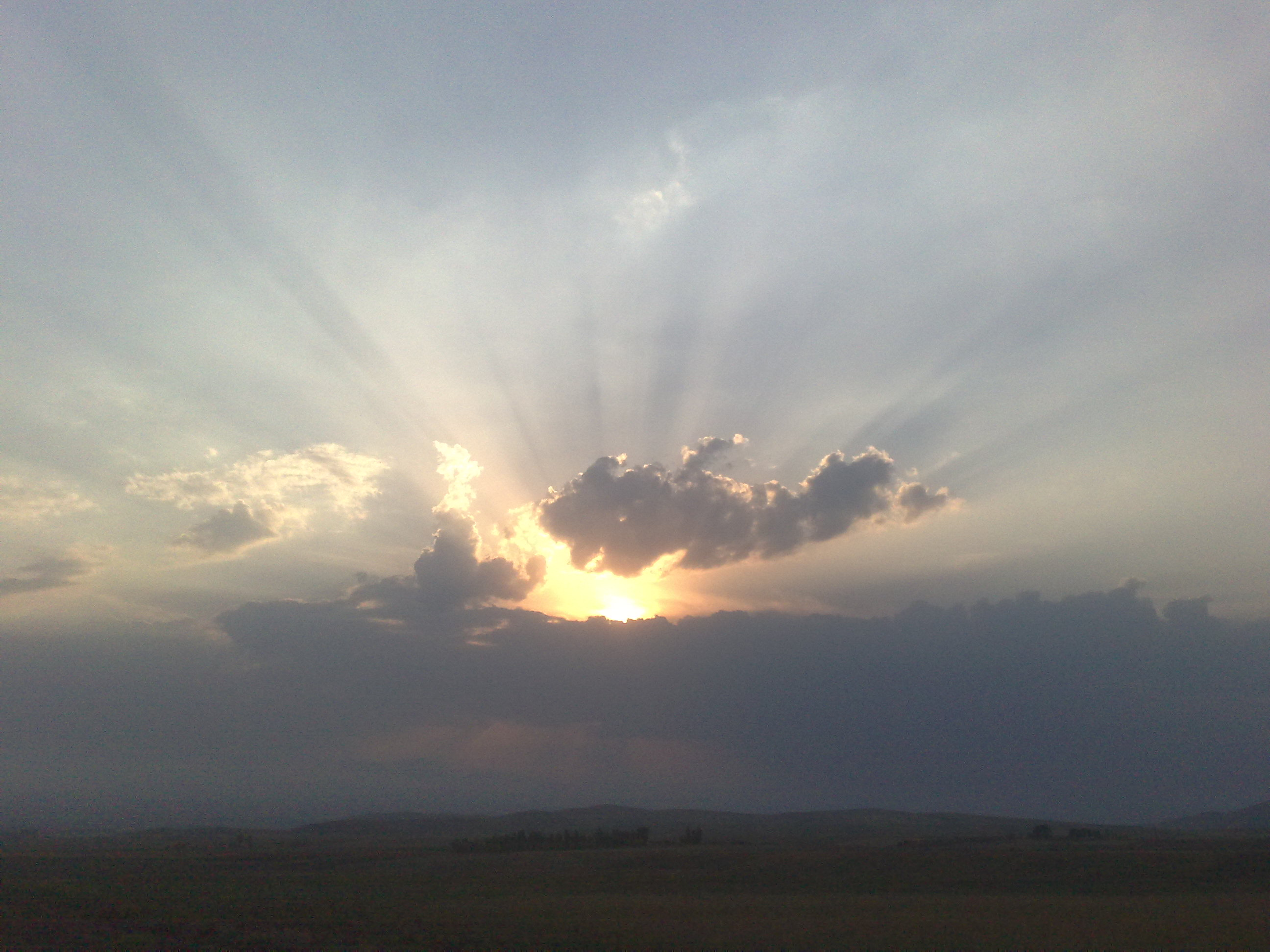
لحظات قبل از غروب
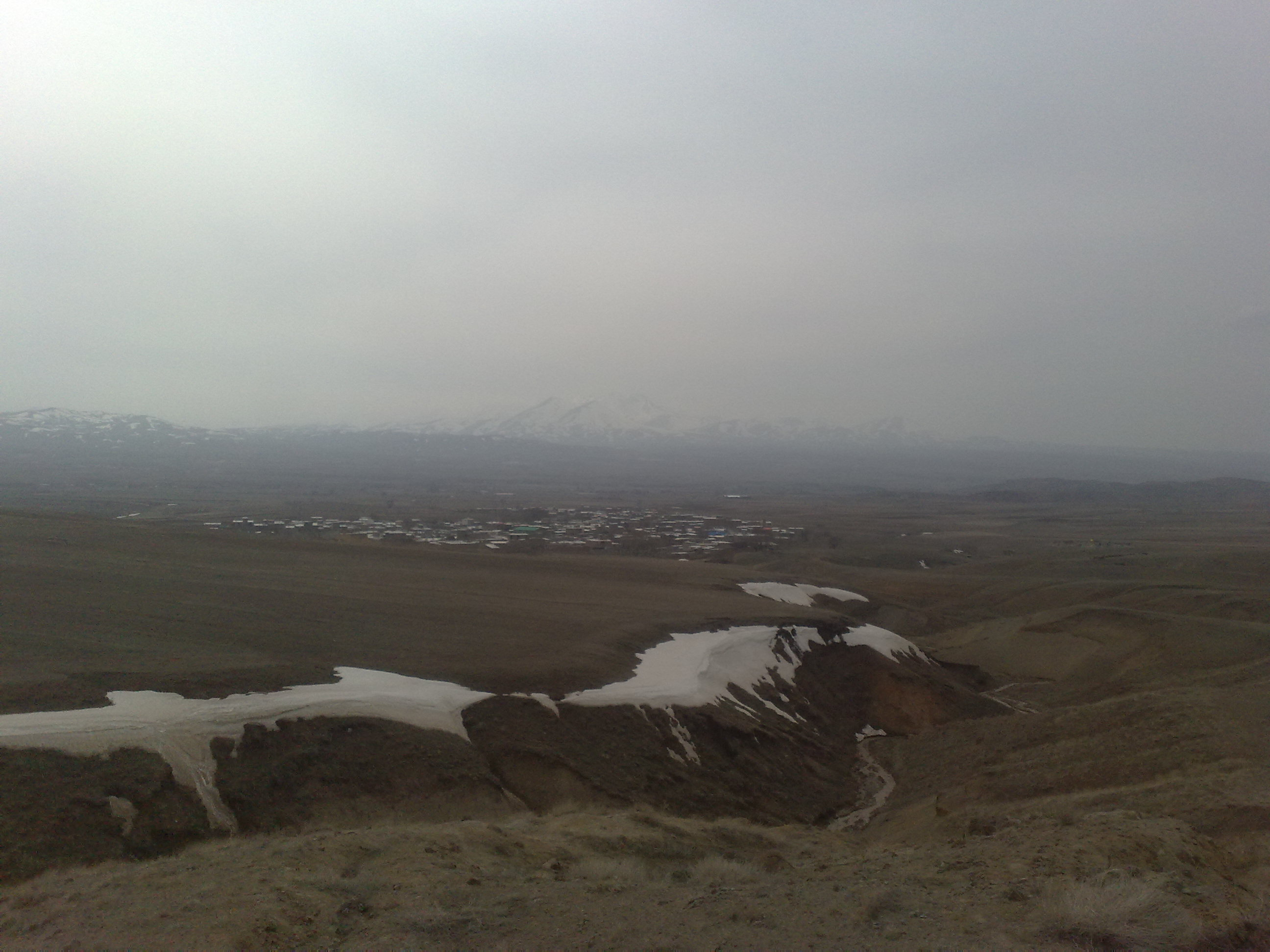
عین الدین از نمای شمال
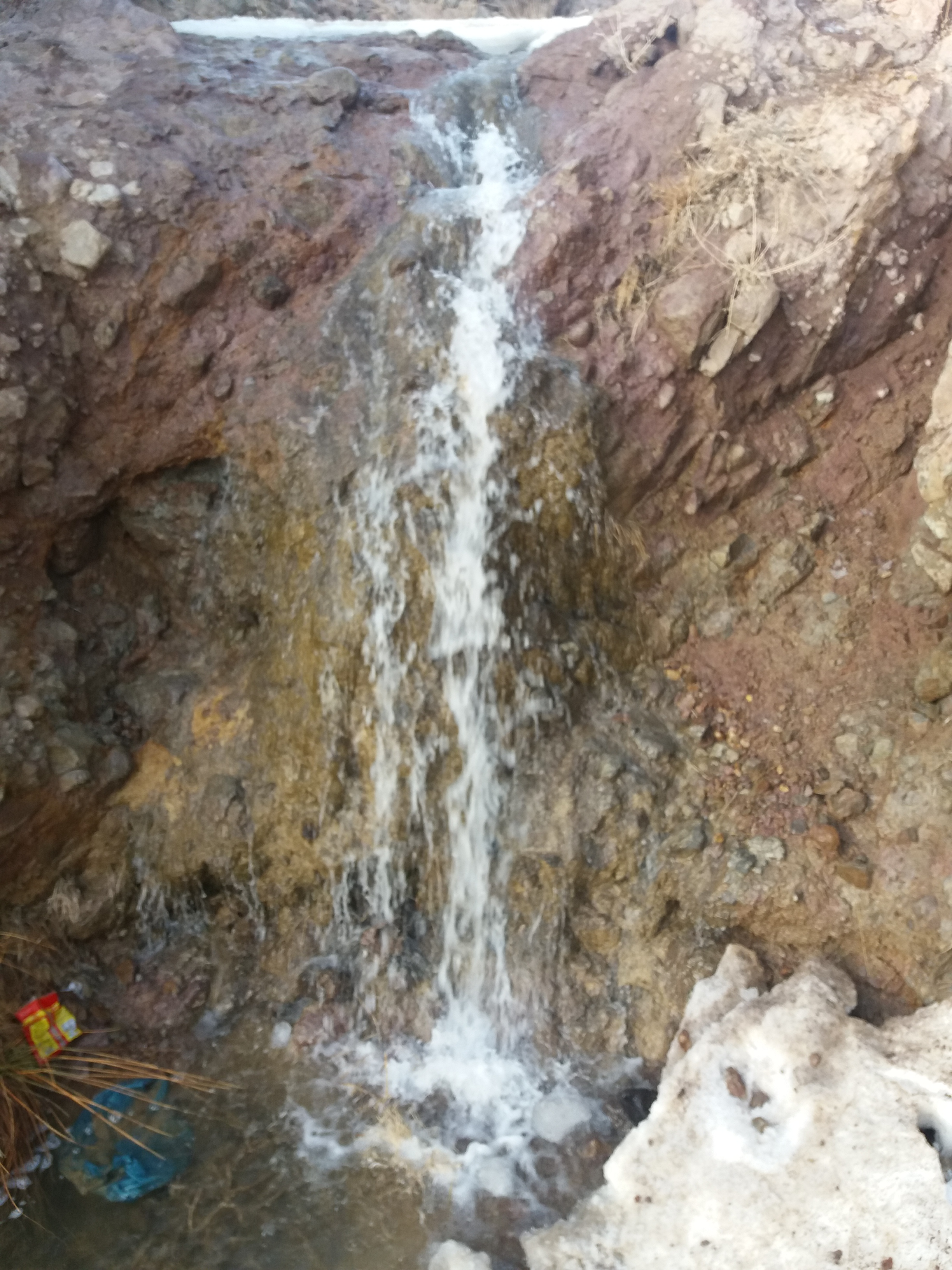
ابشاری در روستای عین الدین
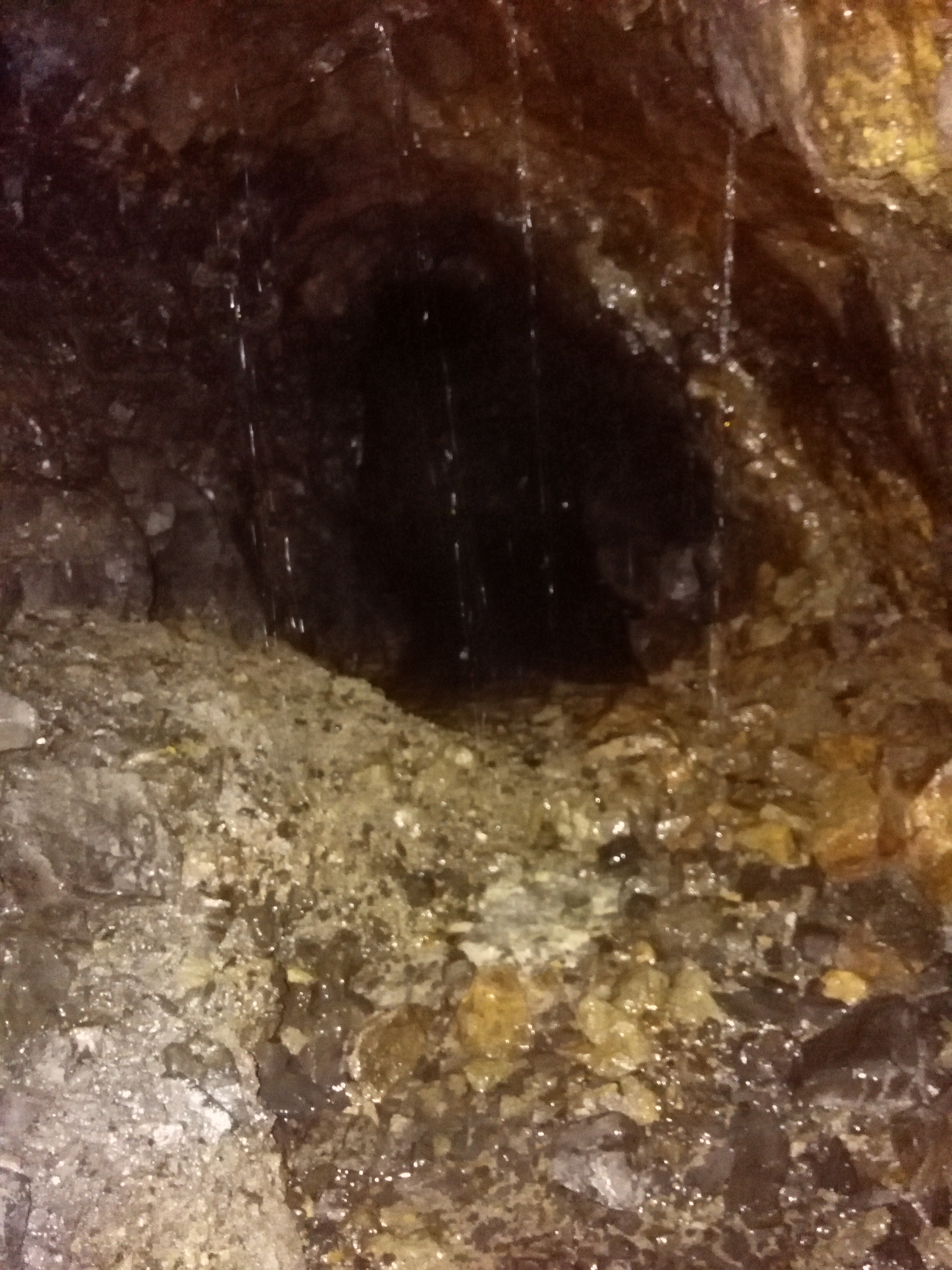
انتهای غار پایینی شرشر
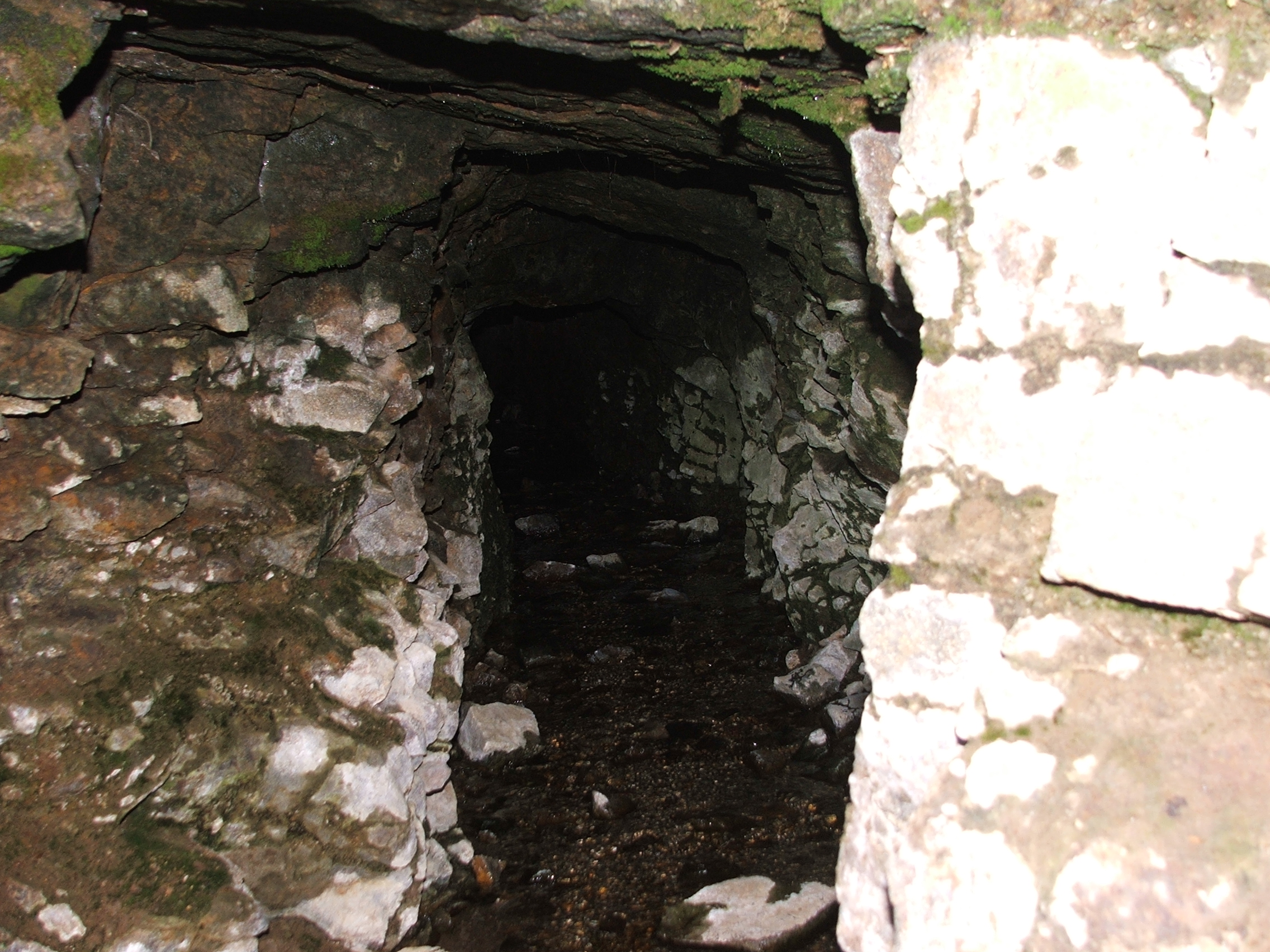
ابتدای غار بالایی شرشر